# Melecio Brull Ayerra
Melecio Brull Ayerra (San Martín de Unx, Navarra, 1858 - Madrid, 1923) fou un pianista i compositor espanyol del Romanticisme, germà del conegut Apolinar Brull Ayerra.
Desenvolupà una plaça de repetidor de piano en el Conservatori de Madrid. Era Soci fundador i professor de piano del Institut Filarmònic de Madrid. Guardonat pels seus mèrits musicals amb la gran creu de l'Orde d'Isabel la Catòlica.
Va publicar un Album fàcil, titulat Los dies de la semana; un altre Los meses del año, Flores i mariposas, i d'altres diverses composicions.